# Terytorium Luizjany
Terytorium Luizjany (ang. Territory of Louisiana) – zorganizowane terytorium inkorporowane USA istniejące w latach 1805–1812.
26 marca 1804 roku Kongres Stanów Zjednoczonych przyjął regulacje tworzące na zakupionym terenie Luizjany Terytorium Orleanu i Dystrykt Luizjany. Na mocy tego aktu rozszerzono władzę organów Terytorium Indiany na Dystrykt Luizjany.
3 marca 1805 roku Kongres przekształcił Dystrykt Luizjany w Terytorium Luizjany, ustalono wejście tej regulacji w życie na 4 lipca. Władze Terytorium zorganizowano w sposób identyczny jak w Terytorium Indiany.
Terytorium Luizjany obejmowało całość ziem zakupionych od Francji, z wyjątkiem terenów na południe od równoleżnika 33°N. Taka sama linia rozgranicza obecnie stany Arkansas i Luizjana. Granice południowe i zachodnie z posiadłościami hiszpańskimi były nieokreślone aż do Traktatu Florydy z 1819 roku.
Terytorium Luizjany dzieliło się na Dystrykt St. Louis, Dystrykt St. Charles, Dystrykt Ste. Genevieve, Dystrykt Cape Girardeau i Dystrykt New Madrid. W 1806 roku z terenów zajmowanych przez Osedżów utworzono Dystrykt Arkansas.
4 lipca 1812 roku Kongres przekształcił w Terytorium Luizjany w Terytorium Missouri.

## Gubernatorzy
- Meriwether Lewis (1807–1809)
- William Clark (1813–1820)